# Nobunaga no Shinobi
Nobunaga no Shinobi (japanisch 信長の忍び, dt. „Nobunagas Ninja(s)“) ist eine Manga-Serie von Naoki Shigeno, die seit 2008 in Japan erscheint. Der Yonkoma-Manga erhielt mehrere Ableger und 2016 auch eine Umsetzung als Anime-Fernsehserie, die international, darunter auch der deutschsprachige Raum, als Ninja Girl & Samurai Master veröffentlicht wurde.

## Inhalt
Die Serie dreht sich um die junge Ninja Chidori (千鳥), die in der Sengoku-Zeit in den Diensten des Fürsten Oda Nobunaga steht. Als kleines Kind wurde sie von ihm gerettet und hat daher ihr Dorf verlassen und ist an seien Hof gekommen, als sie alt genug war. Dabei wurde sie begleitet von ihrem Freund Sukezō (助蔵), der ihr auch weiter zur Seite steht und heimlich in sie verliebt ist. Chidori ist eine sehr talentierte Kämpferin, aber zugleich tollpatschig und stellt sich oft dumm an. Sie hilft Oda Nobunaga bei seinem Vorhaben, seine Herrschaft auszudehnen, schließlich über ganz Japan zu herrschen und mit dem Ende des Bürgerkriegs dem Land Frieden zu bringen. Dabei trifft sie auf viele andere historische Persönlichkeiten und erlebt wichtige Ereignisse der Geschichte Japans mit.

## Manga-Veröffentlichungen
Die Originalserie erscheint seit 2008 im Seinen-Magazin Young Animal des Verlags Hakusensha. Die Kapitel wurden auch in bisher neun Sammelbänden herausgebracht. Der neunte Band verkaufte sich in Japan in der ersten Woche über 17.000 mal.
Seit 2012 erscheint der Ableger Nobunaga no Shinobi: Owari Tōitsu-ki (信長の忍び外伝 尾張統一記), ebenfalls von Naoki Shigeno im Magazin Young Animal Arashi. Die Sammelausgabe umfasst bisher einen Band. Im Young Animal Densi erscheint seit 2013 der Ableger Gunshi Kuroda Kanbē Den (軍師 黒田官兵衛伝), der bisher zwei Sammelbände zählt. Im gleichen Jahr startete im Comic Ran Twins Sengoku Busho Retsuden der Ableger Masamune-sama to Kagetsuna-kun (政宗さまと景綱くん) mit bisher einem Sammelband. Der jüngste Ableger Sanada Tamashii (真田魂) erscheint seit 2015 im Magazin Young Animal Densi.

## Anime-Adaption
2016 entstand bei TMS Entertainment eine Adaption des Mangas als Anime-Fernsehserie. Regie führte Akitarō Daichi, das Charakterdesign entwarf Junko Yamanaka und die künstlerische Leitung lag bei Manami Koyama. Für den Schnitt war Ikuyo Fujita verantwortlich. Sie vier Minuten langen Folgen werden seit dem 4. Oktober 2016 wöchentlich von Tokyo MX und seit dem 9. Oktober von Aichi Television Broadcasting ausgestrahlt. Die Plattform Crunchyroll stellt die Serie als Simulcast unter dem Titel Ninja Girl & Samurai Master per Streaming zur Verfügung, unter anderem mit deutschen Untertiteln.

### Synchronisation
| Rolle    | Japanische Stimme |
| -------- | ----------------- |
| Chidori  | Inori Minase      |
| Nobunaga | Wataru Hatano     |
| Sukezō   | Ayumu Murase      |
| Kichō    | Chiaki Takahashi  |

### Musik
Die Musik der Serie komponierte Toshio Masuda. Die beiden Vorspannlieder sind Adazakura (徒桜) von Renka und Montage von Valshe.